# Cratere Fancy
Fancy  è un cratere sulla superficie di Marte.